# Bant
Bant est un des dix villages de la commune néerlandaise de Noordoostpolder, dans la province du Flevoland.
Le village est situé le long de l'autoroute A6, entre Emmeloord et Lemmer, et sur le Lemstervaart, canal qui relie ces deux villes.
Le village a été créé en 1951. Le 1er janvier 2006, Bant comptait 1 388 habitants. Ce village récent tire son nom des terres de Bant ou Bantega, situé dans le Lemsterland actuel, et qui s'étendaient dans la région actuellement occupée par le polder du Noordoostpolder.
Près de Bant se trouve le Kuinderbos, bois créé après l'assèchement du polder.
-Bant- est un élément germanique signifiant "lien" mais aussi "zone" (on peut faire le parallèle avec le latin zona qui signifie ceinture et a donné le mot zone), qu'on retrouve dans Brabant, Teisterbant, Caribant (ou Carembault), dans le nom de nombreux villages (Bant, Braibant, Swifterbant, etc) et des noms de famille (Stroobant).